# Campionat d'Europa de futbol sala de la UEFS masculí
|  | Aquest article és sobre la competició masculina. Per a la competició femenina, vegeu Campionat d'Europa de futbol sala de la UEFS femení |

El Campionat d'Europa futbol sala de la UEFS masculí és una competició esportiva de seleccions europees de futbol sala. De caràcter biennal, és organitzada per la Unió Europea de Futsal (UEFS). Se celebrà per primer poc a Madrid el 1989.
Entre 1989 i 1998 la competició fou organitzada per la FIFUSA, organització predecessora de les actuals UEFS i AMF.

## Historial
| En negreta = Selecció campiona (prò.) = Pròrroga (pen.) = Penals |

| I Detalls    | 1989 | Portugal   |                        | Espanya         | Txecoslovàquia  | 4–1                    | Israel          | Espanya         |       |
| II Detalls   | 1990 | Portugal   |                        | Txecoslovàquia  | Espanya         |                        | Anglaterra      | Portugal        |       |
| III Detalls  | 1992 | Espanya    |                        | Rússia          | Portugal        |                        | Israel          | Portugal        |       |
| IV Detalls   | 1995 | Eslovàquia | 2–1                    | Marroc          | Rússia          |                        | República Txeca | Marroc          |       |
| V Detalls    | 1998 | Rússia     | 5–0                    | Espanya         | Eslovàquia      |                        | Belarús         | Eslovàquia      |       |
| VI Detalls   | 2004 | Belarús    | 4–0                    | República Txeca | Rússia          | 12–3                   | Ucraïna         | Belarús         |       |
| VII Detalls  | 2006 | Rússia     | 3–1                    | Catalunya       | República Txeca | 4–3                    | Bèlgica         | Catalunya       |       |
| VIII Detalls | 2008 | Rússia     | 3–3 (prò.) (3–2, pen.) | República Txeca | Belarús         | 2–1                    | Bèlgica         | Bèlgica         |       |
| IX Detalls   | 2010 | Rússia     | 5–2                    | Bèlgica         | República Txeca | 4–4 (prò.) (2–1, pen.) | Belarús         | Rússia          |       |
| X Detalls    | 2012 | Bèlgica    | 4–1                    | República Txeca | Rússia          | 4–1                    | Catalunya       | Belarús         |       |
| XI Detalls   | 2014 | Belarús    | 2–1                    | Bèlgica         | Catalunya       | 2–1                    | Rússia          | República Txeca | [ 2 ] |
| XII Detalls  | 2016 | Rússia     | 5–4 (prò.)             | Itàlia          | República Txeca |                        | Kazakhstan      | Rússia          |       |
| XIII Detalls | 2018 | Bèlgica    | 4–2                    | República Txeca | Rússia          |                        | Letònia         | Catalunya       |       |

## Medaller
Classificacions entre els 4 primers:
|                 | Campions                   | Finalistes           | Tercer lloc          | Quart lloc     |
| --------------- | -------------------------- | -------------------- | -------------------- | -------------- |
| Rússia          | 4 (1998, 2006, 2008, 2010) | 1 (1992)             | 3 (1995, 2004, 2012) | —              |
| Portugal        | 2 (1989, 1990)             | —                    | 1 (1992)             | —              |
| Espanya         | 1 (1992)                   | 2 (1989, 1998)       | 1 (1990)             | —              |
| Bèlgica         | 1 (2012)                   | 1 (2010)             | —                    | 2 (2006, 2008) |
| Belarús         | 1 (2004)                   | —                    | 1 (2008)             | 2 (2010, 1998) |
| Eslovàquia      | 1 (1995)                   | —                    | 1 (1998)             | —              |
| República Txeca | —                          | 3 (2004, 2008, 2012) | 2 (2006, 2010)       | 1 (1995)       |
| Txecoslovàquia  | —                          | 1 (1990)             | 1 (1989)             | —              |
| Catalunya       | —                          | 1 (2006)             | —                    | 1 (2012)       |
| Marroc          | —                          | 1 (1995)             | —                    | —              |
| Israel          | —                          | —                    | —                    | 2 (1989, 1992) |
| Anglaterra      | —                          | —                    | —                    | 1 (1990)       |
| Ucraïna         | —                          | —                    | —                    | 1 (2004)       |